# 吉姆蘭加爾·達德納吉
約瑟夫·吉姆蘭加爾·達德納吉（法語：Joseph Djimrangar Dadnadji；1954年1月1日—2019年12月31日）是乍得的一个政治家，在2013年擔任查德總理。